# Edmundo Bossio
Edmundo Bossio Dioko, o también Edmundo Dioco Bosio (Rebola, Fernando Poo, 22 de noviembre de 1922 – Malabo, 21 de febrero de 1975), fue un agricultor y político ecuatoguineano, primer vicepresidente tras la independencia del país. Se caracterizó por la defensa de los intereses del grupo sociocultural bubi.

## Biografía
Nació el 22 de noviembre de 1921 en Rebola, donde inició sus estudios primarios para graduarse posteriormente como maestro de enseñanza primaria. En su juventud fue destinado a Río Muni para ejercer su profesión en distintas localidades, donde se graduará también en el Magisterio. Tras su regreso a la Isla de Fernando Poo, dedicará gran parte de su tiempo a competir con los terratenientes españoles en la explotación de las plantaciones cacaotales de su familia, a las que irá uniendo otras en régimen de arrendamiento.
En octubre de 1962 es condecorado con la Medalla de Plata de la Orden de África por Luis Carrero Blanco.
Entre agosto de 1966 y abril de 1967 se convirtió en uno de los principales representantes del nacionalismo bubi, presidente de la Cámara Agraria de Fernando Poo, al tiempo que desempeñaba la función de procurador durante la IX Legislatura de las Cortes Españolas (1967-1971), ya que en las elecciones celebradas en la provincia de Fernando Poo el 16 de noviembre de 1967 obtiene 4125 votos de 6731 emitidos. Participó en la Conferencia Constitucional (1967-1968) que elaboró la Constitución de Guinea Ecuatorial de 1968. 
Lideró la conformación del grupo Unión Bubi, que posteriormente se transformó en partido político, con el que obtuvo 5000 votos en la primera ronda de las elecciones presidenciales de septiembre de 1968.
Partidario de la autodeterminación de la isla de Bioko o, en su defecto, de la integración de la misma como Estado en una forma de República Federal, apoyó no obstante al partido IPGE de Francisco Macías Nguema frente a su principal adversario, el MUNGE de Bonifacio Ondó Edú.
Fue el primer vicepresidente de la recientemente formada República de Guinea Ecuatorial, asumiendo el 12 de octubre de 1968. Mantenía una fuerte amistad con el presidente Macías. Tras el establecimiento de la dictadura en 1969, Bossio no sufrió ningún tipo de represalia. Con frecuencia se hacía cargo de funciones gubernamentales cuando Macías viajaba fuera del país.
El 2 de marzo de 1974 Bossio fue destituido de su cargo y reemplazado por Miguel Eyegue.
A finales de 1974, fue investigado por los Servicios de Información durante el régimen de Macías Nguema (luego de que un retrato oficial de Macías pegado en la puerta de su domicilio fuese destruido) y sometido a arresto domiciliario. Según denuncias de la oposición guineana en el exilio, el incidente del retrato fue en realidad orquestado por funcionarios del régimen. Bossio fue detenido y ejecutado en la Prisión Playa Negra el 21 de febrero de 1975 sin juicio previo durante el régimen de Macías Nguema. Su muerte fue oficialmente justificada como un suicidio por sobredosis de barbitúricos.